# Palacio Verdala
El Palacio Verdala es un palacio en los Jardines Buskett, límites de la localidad de Siġġiewi, en Malta. Fue construido en 1586 durante el reinado de Hugues Loubenx de Verdalle, y ahora sirve como residencia oficial de verano del presidente de Malta. Fue diseñado por el arquitecto Girolamo Cassar.

## Historia
El sitio del Palacio Verdala fue originalmente ocupado por un pabellón de caza, que fue construido en los años 1550 o 1560 durante el reinado del gran maestre Jean Parisot de la Valette. El albergue fue construido en el Boschetto, un gran espacio semipaisajístico que fue utilizado por los caballeros de la Orden de San Juan para la caza. El pabellón de caza se amplió a palacio en 1586, durante el reinado de Hugues Loubenx de Verdalle. Se embelleció aún más en los siglos XVII y XVIII, durante los reinados de Giovanni Paolo Lascaris y António Manoel de Vilhena.
Durante el bloqueo francés de 1798-1800, el palacio sirvió como prisión militar para los soldados franceses capturados por malteses o británicos. Durante el dominio británico, se convirtió en una fábrica de seda, pero finalmente fue abandonada y cayó en mal estado. Se llevaron a cabo algunas reparaciones durante el gobierno de Frederick Cavendish Ponsonby, y el gobernador William Reid lo restauró por completo en la década de 1850. Antes de su restauración fue un hospital menor temporal entre 1915 y 1916. Posteriormente se convirtió en la residencia oficial de verano de los gobernadores de Malta. Fue incluido en la Lista de Antigüedades de 1925. Al estallar la Segunda Guerra Mundial en 1939, las obras de arte del Museo Nacional se almacenaron en el palacio para su custodia. El palacio fue restaurado en 1982 y comenzó a ser utilizado para recibir a los jefes de Estado visitantes.
Desde 1987, el Palacio de Verdala se ha utilizado como residencia de verano del presidente de Malta y, por lo general, está cerrado al público, excepto por el August Moon Ball que se celebra anualmente en ayuda del Malta Community Chest Fund.

## Arquitectura
El Palacio Verdala fue diseñado por Girolamo Cassar, un arquitecto maltés conocido sobre todo por el diseño de muchos edificios en la capital La Valeta. El palacio es un ejemplo de arquitectura renacentista, y su diseño posiblemente esté influenciado por Villa Farnese en Caprarola.
El edificio tiene planta rectangular, con torreones pentagonales a modo de baluarte en cada esquina. El edificio en sí tiene dos pisos, mientras que las torres de las esquinas tienen unos cinco pisos de altura. Toda la estructura también está rodeada por una zanja de piedra de cantera. Aunque las torres y la zanja le daban al palacio la apariencia exterior de un fuerte, eran principalmente simbólicas, y el palacio nunca tuvo la intención de resistir ningún ataque. No obstante, el palacio todavía estaba armado con cuatro piezas de artillería en el techo. El interior del palacio está muy ornamentado, con frescos en algunos de los techos.
Una capilla, establos y cuartos de servicio se encuentran a poca distancia del palacio.

## Galería

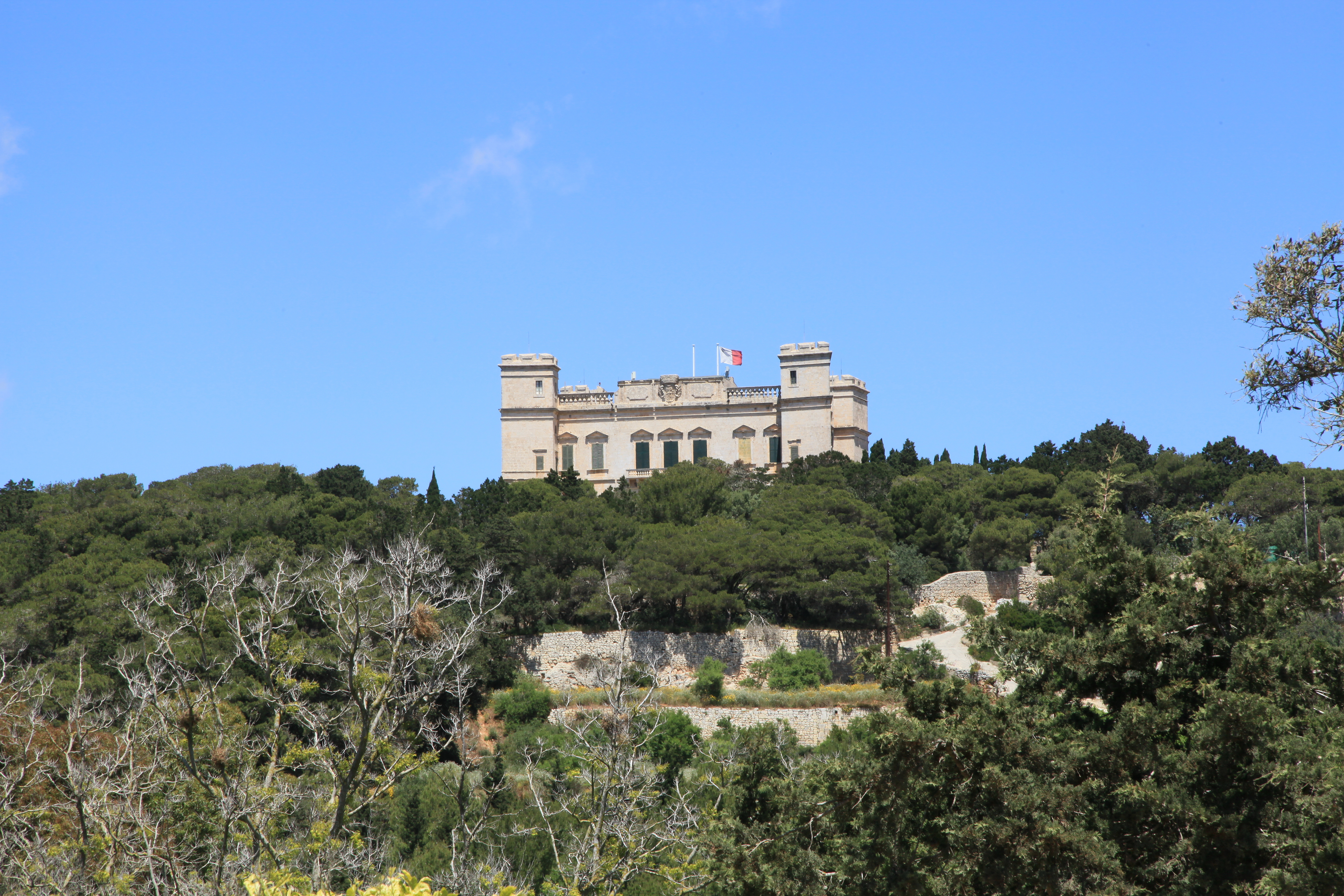
Vista del Palacio Verdala con vistas a los Jardines Buskett
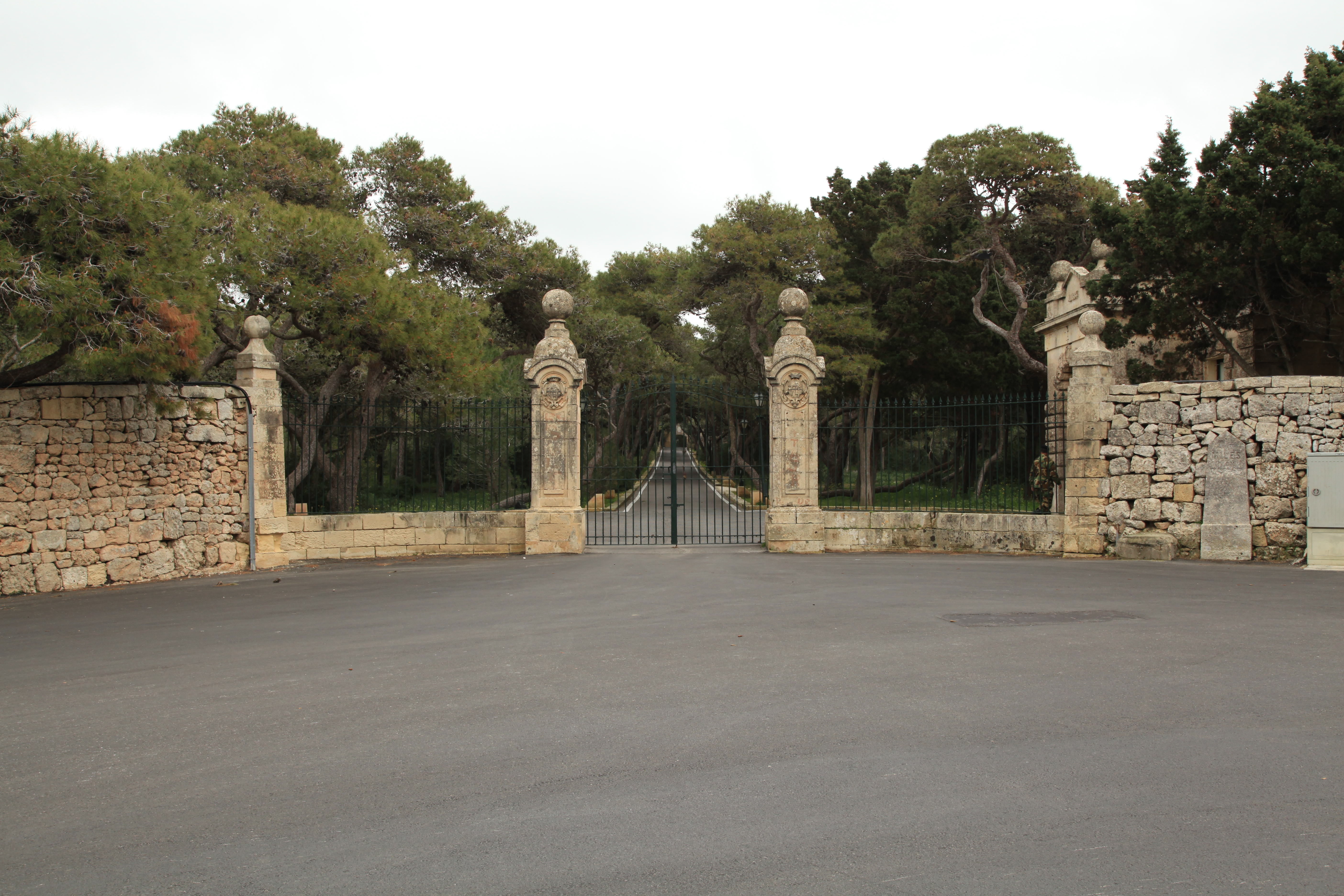
Puerta del Palacio de Verdala
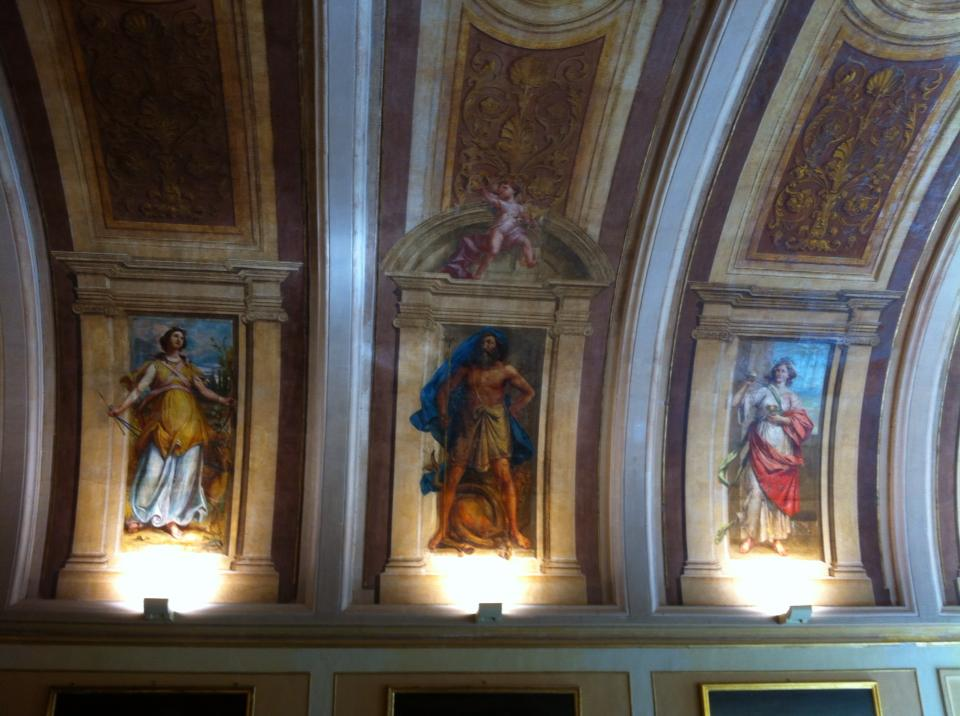
Frescos en el techo del comedor
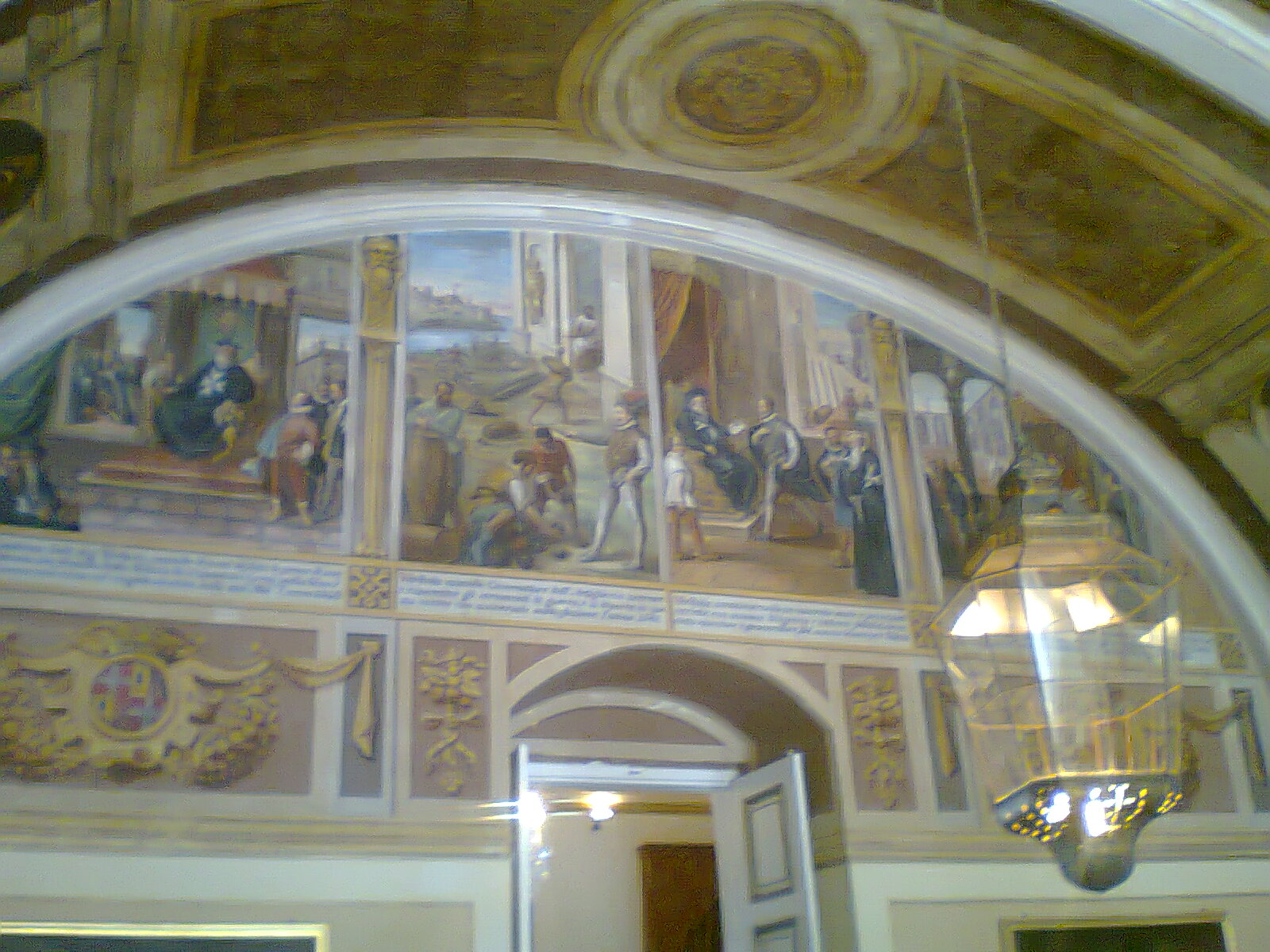
Frescos en el palacio
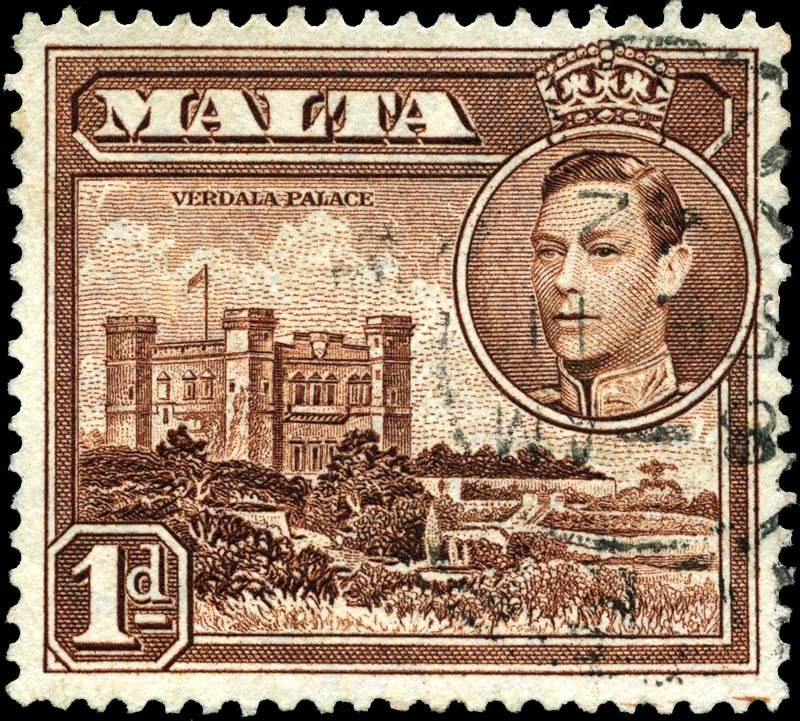
Palacio de Verdala en un sello postal de 1938